# Florence Foster Jenkins (film)
Pour l’article homonyme, voir Florence Foster Jenkins.
Pour plus de détails, voir Fiche technique et Distribution.
Florence Foster Jenkins est un film biographique franco-britannique réalisé par Stephen Frears et sorti en 2016. Le film met en scène l'actrice Meryl Streep, jouant le rôle de Florence Foster Jenkins, une femme de la haute société aspirant à devenir une grande chanteuse d'opéra, malgré son manque de justesse. Hugh Grant, Simon Helberg, Nina Arianda et Rebecca Ferguson font partie de la distribution. La première mondiale du film se déroule le 12 avril 2016, à Londres.

## Synopsis
Années 1940. Riche héritière new-yorkaise et membre de la haute société, Florence Foster Jenkins a une grande passion pour le chant. Bien que chantant faux, elle aspire à devenir une grande chanteuse d'opéra. Avec l'aide de son mari, St Clair Beyfield, et du pianiste Cosmé McMoon, Florence chante au Carnegie Hall à N.Y., puis bouleversée par un article de journal expliquant honnêtement qu’elle est catastrophique, meurt peu après.

## Fiche technique
Sauf indication contraire, les informations mentionnées dans cette section peuvent être confirmées par la base de données cinématographiques IMDb,  présente dans la section « Liens externes ».
- Titre original et français : Florence Foster Jenkins
- Réalisateur : Stephen Frears
- Scénariste : Nicholas Martin et Julia Kogan (pas créditée initialement)
- Musique : Alexandre Desplat
- Décors : Campbell Mitchell et Garry Moore
- Costumes : Consolata Boyle et Marion Weise
- Photographie : Danny Cohen
- Montage : Valerio Bonelli (de)
- Production : Michael Kuhn (en) et Tracey Seaward
- Sociétés de production : Qwerty Films (en) ; Pathé et BBC Films (coproductions)
- Sociétés de distribution : 20th Century Fox (Royaume-Uni), Pathé Distribution (France)
- Pays de production :  Royaume-Uni /  France
- Langue originale : anglais
- Format : couleur
- Genre : biographique
- Durée : 110 minutes
- Dates de sortie :
  - Royaume-Uni : 23 avril 2016 (Festival du film de Belfast (en)) ; 6 mai 2016 (sortie nationale)
  - France : 13 juillet 2016

## Distribution
- Meryl Streep (VF : Frédérique Tirmont ; VQ : Élise Bertrand) : Florence Foster Jenkins
- Hugh Grant (VF : Thibault de Montalembert ; VQ : Daniel Picard) : St. Clair Bayfield (en)
- Rebecca Ferguson (VF : Laura Blanc ; VQ : Laurence Dauphinais) : Kathleen
- Simon Helberg (VF : Hervé Rey ; VQ : Philippe Martin) : Cosmé McMoon (en)
- Nina Arianda (VF : Véronique Alycia ; VQ : Annie Girard) : Agnes Stark
- Stanley Townsend (en) (VF : Daniel Kenigsberg) : Phineas Stark
- Allan Corduner (VF : Patrice Dozier) : John Totten
- John Kavanagh : Arturo Toscanini
- Pat Starr (VF : Frédérique Cantrel) : Gertrude Vanderbilt Whitney
- Maggie Steed (VF : Caroline Jacquin) : Mme James O'Flaherty
- Thelma Barlow (VF : Françoise Pavy) : Mme Oscar Garmunder
- Liza Ross : Mrs EE Paterson
- Paola Dionisotti (en) (VF : Yvette Petit) : la baronne Le Feyre
- Rhoda Lewis (VF : Frédérique Cantrel) : Mme Patsy Snow
- Aida Garifullina : Lily Pons
- Nat Luurtsema : Tallulah Bankhead
- Mark Arnold : Cole Porter
- David Haig (VF : Renaud Marx ; VQ : Guy Nadon) : Carlo Edwards
- John Sessions (VF : Patrick Raynal (acteur)) : Dr Hermann
- Bríd Brennan (en) : Kitty
- Christian McKay (VF : Guillaume Lebon) : Earl Wilson (en)

Version française
Studio de doublage : Dubbing Brothers
Direction artistique : Béatrice Delfe
Adaptation : Juliette Caron & Manuel Delilez
Sources et légende : Version française (VF) sur RS Doublage

## Accueil

### Critiques
Sur l'agrégateur américain Rotten Tomatoes, le film récolte 88 % d'opinions favorables pour 223 critiques. Sur Metacritic, il obtient une note moyenne de 71⁄100 pour 41 critiques.
En France, le site Allociné propose une note moyenne de 3,5⁄5 à partir de l'interprétation de critiques provenant de 22 titres de presse.

## Distinctions

### Récompense
- British Academy Film Awards 2017 : Meilleurs maquillages et coiffures

### Nominations
- Oscars 2017 : 
  - Oscar de la meilleure actrice pour Meryl Streep
- Golden Globes 2017 :
  - Meilleur film musical ou comédie
  - Meilleure actrice dans un film musical ou une comédie pour Meryl Streep
  - Meilleur acteur dans un film musical ou une comédie pour Hugh Grant
  - Meilleur acteur dans un second rôle pour Simon Helberg

### Sélection
Le film est choisi pour clore le 29e Festival international du film de Tokyo.

## Commentaire
Le 16 septembre 2015, le film français Marguerite de Xavier Giannoli sort sur les écrans français et belges. Il s'agit d'une libre adaptation de la vie de Florence Foster Jenkins, ici rebaptisée Marguerite Dumont
avec Catherine Frot dans le rôle titre.